# Piprites pileata
A Piprites pileata a madarak osztályának verébalakúak (Passeriformes) rendjébe és a királygébicsfélék (Tyrannidae) családjába tartozó faj.

## Rendszerezés
Coenraad Jacob Temminck, 1822-ben még a Pipra nembe sorolta, Pipra pileata néven. Jelenlegi besorolása is vitatott, egyes rendszerezők a kotingafélék (Cotingidae) családjába sorolják.

## Előfordulása
Brazília délkeleti részén és Argentína kis területén honos. A természetes élőhelye a szubtrópusi és trópusi síkvidéki és hegyi esőerdők.

## Megjelenése
Átlagos testhossza 13 centiméter, testtömege 15 gramm. A feje teteje és tarkója fekete.
|  |